# Gewöhnlicher Froschlöffel
Der Gewöhnliche Froschlöffel (Alisma plantago-aquatica), auch Echter Froschlöffel genannt, ist eine Pflanzenart aus der Familie der Froschlöffelgewächse (Alismataceae). Diese Sumpfpflanze ist weit verbreitet.

## Beschreibung

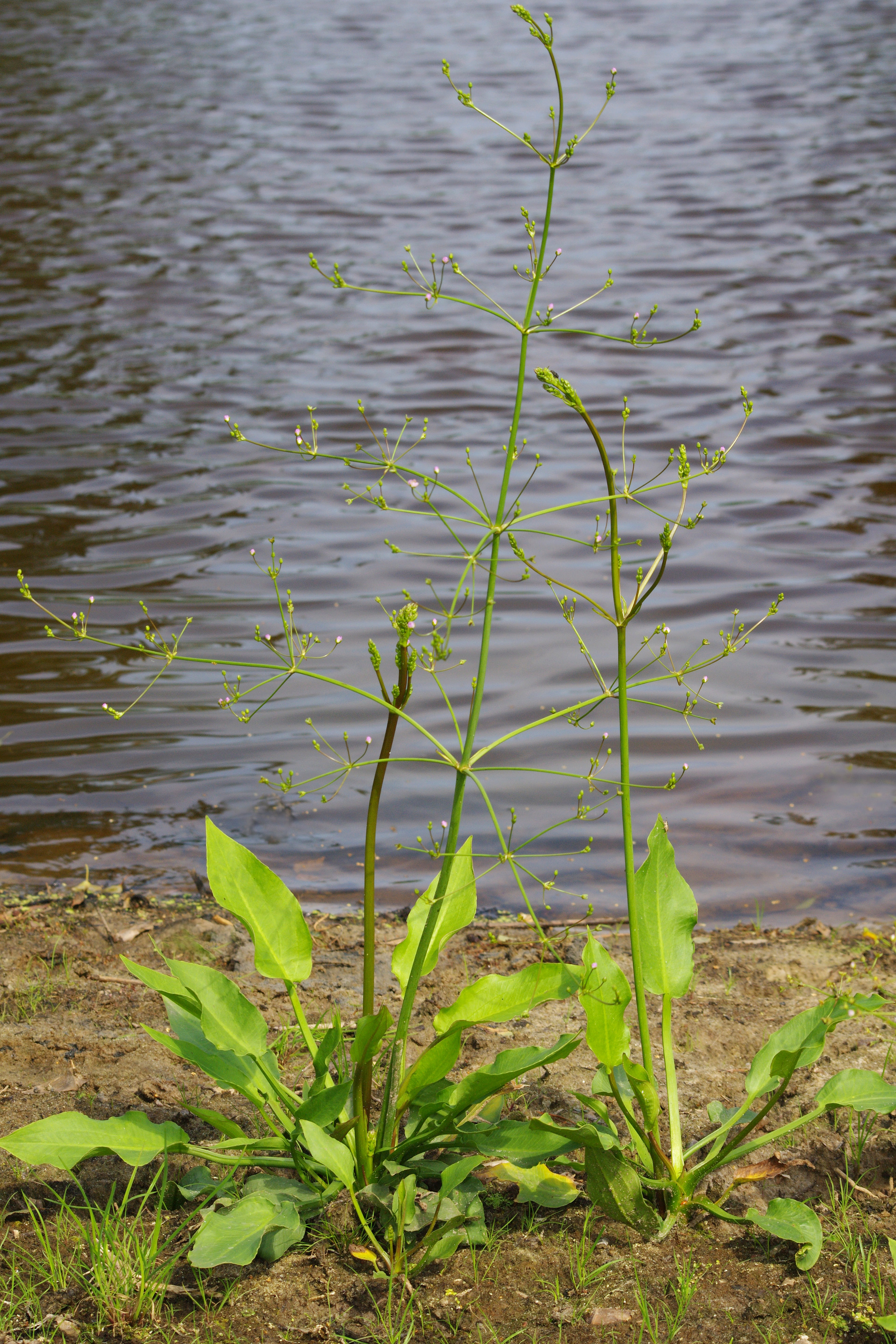
Habitus und Blütenstand mit noch geschlossenen Blüten

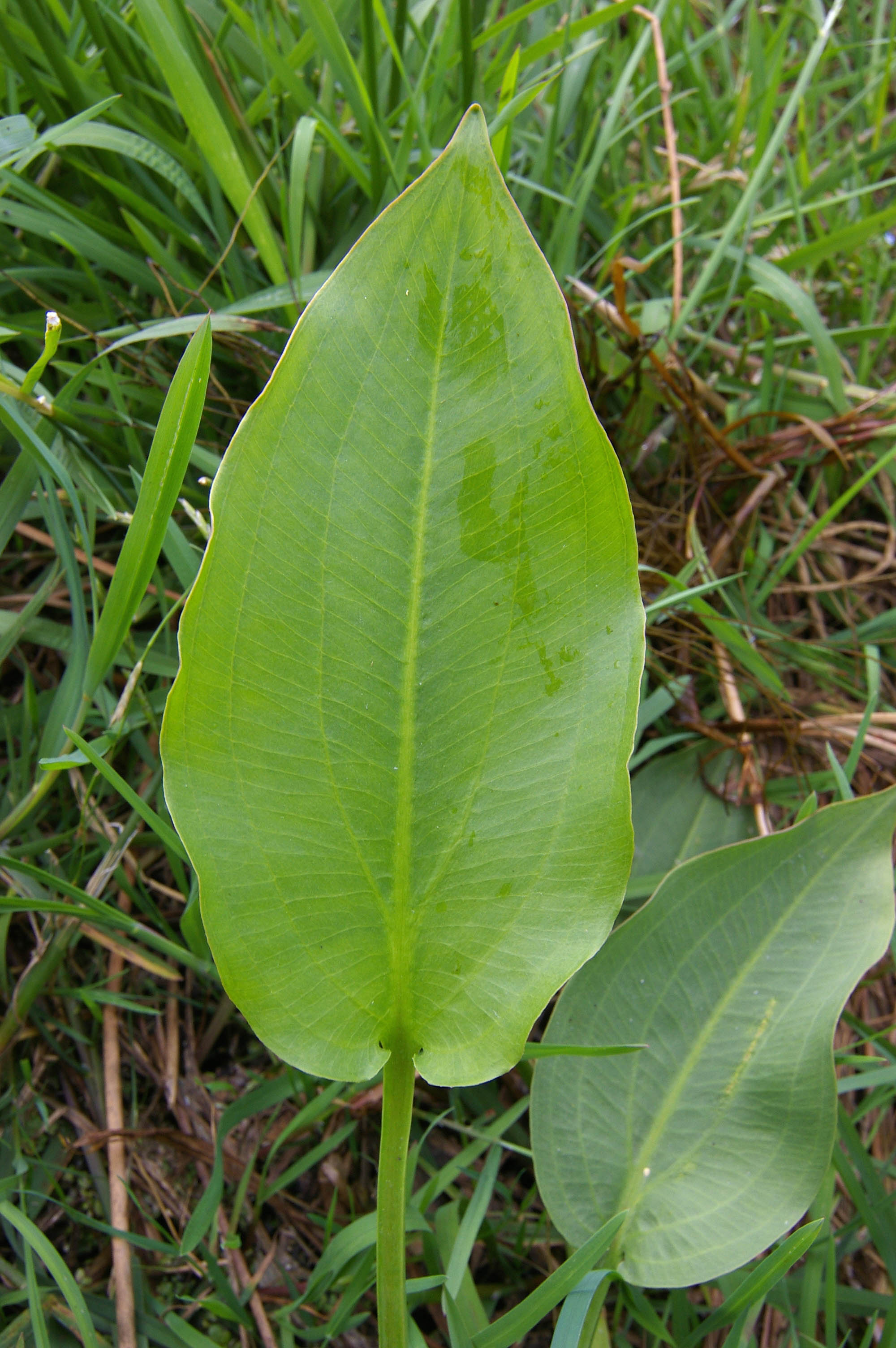
Typisch geformtes emerses Laubblatt

### Vegetative Merkmale
Der Gewöhnliche Froschlöffel wächst auf feuchten Standorten als sommergrüne, ausdauernde krautige Pflanze und erreicht Wuchshöhen von etwa 20 bis 90 Zentimeter, wobei die Maximalgröße durch den weit aufragenden, ausladenden Blütenstand erreicht wird. Als Überdauerungsorgan dient eine Sprossknolle, die einen Durchmesser von 1 bis 3,5 Zentimeter erreichen kann.
Es werden emerse und submerse Laubblätter gebildet. Die emersen, grundständigen Laubblätter sind lang gestielt. Ihre lineal-lanzettliche, breit-elliptische bis eiförmige frischgrüne Blattspreite kann länger als 20 Zentimeter bei einer Breite von 1 bis 12 Zentimeter sein und zeigt eine netzartige Nervatur und eine abgerundete oder schwach herzförmige Spreitenbasis. Neben den typischen „Luftblättern“ (emersen Blättern) bilden die Pflanzen je nach Standort aber auch flutende, bandförmige „Wasserblätter“ (submerse Blätter) und bei wechselnden Wasserständen entsprechende schmal-längliche Übergangsformen. Aus diesem Grund ist auch eine sichere Abgrenzung schmalwüchsiger Exemplare vom Lanzettblättrigen Froschlöffel (Alisma lanceolatum) im vegetativen Zustand nicht immer möglich. Der Gewöhnliche Froschlöffel ist außerdem in der Lage, mit dem Lanzettblättrigen Froschlöffel Hybriden zu bilden, was eine eindeutige Zuordnung noch schwieriger macht. Neu austreibende Pflanzen des Gewöhnlichen Froschlöffels bilden zunächst untergetauchte, blattstielartige Primärblätter aus; dann folgen meist einige Schwimmblätter (ähnlich wie Laichkraut) und erst dann die großen Luftblätter oder – an tieferen Wasserstellen – die flutenden Tauchblätter.

### Generative Merkmale

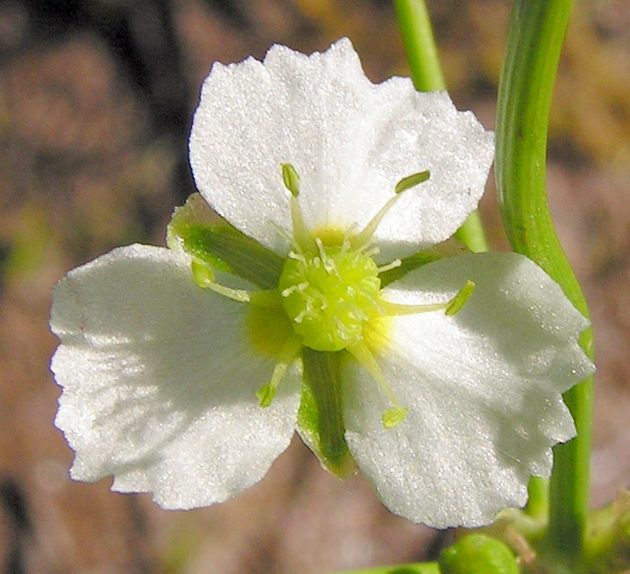
Dreizählige Blüte mit sechs Staubblättern in einem Kreis

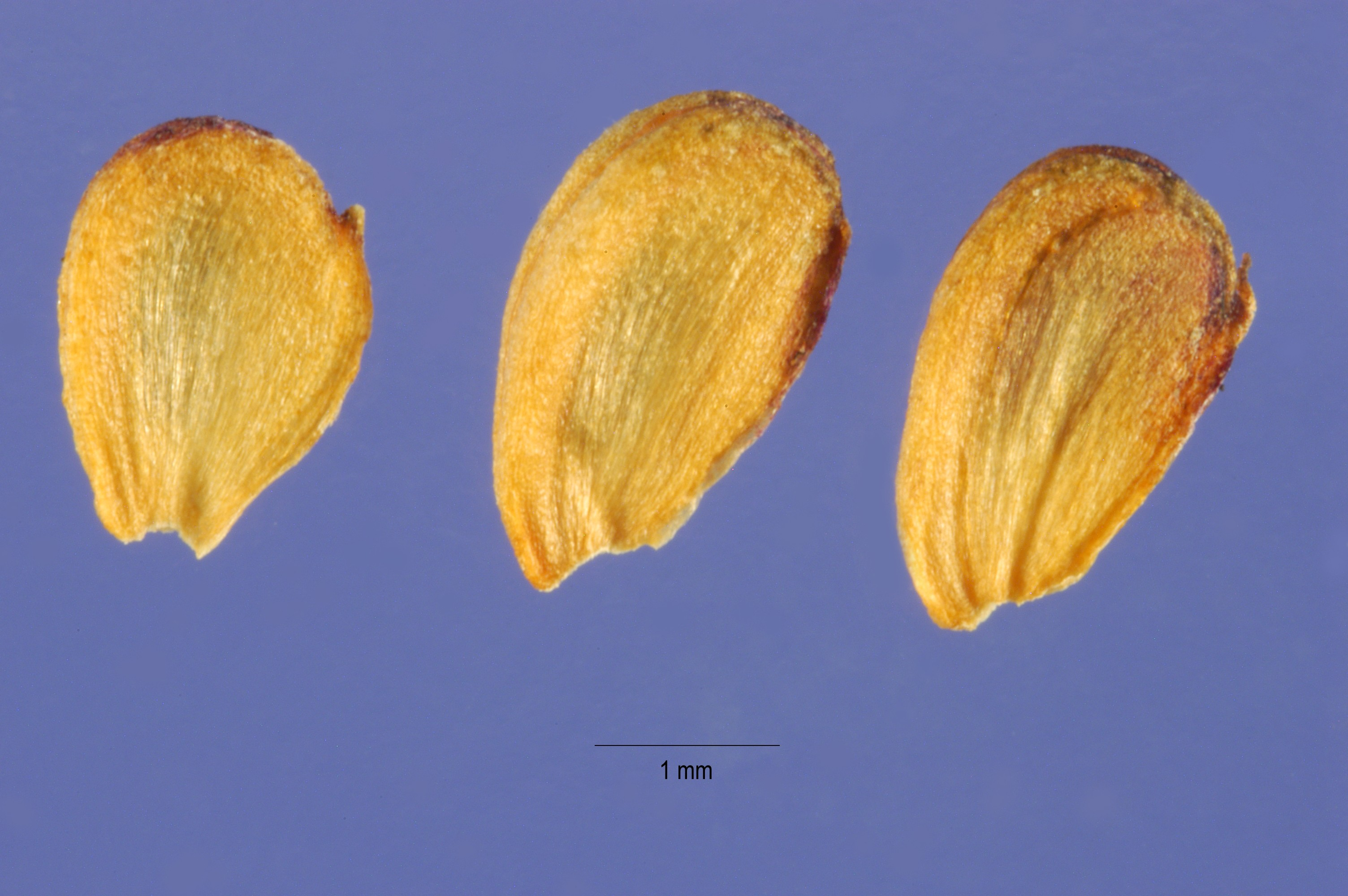
Samen

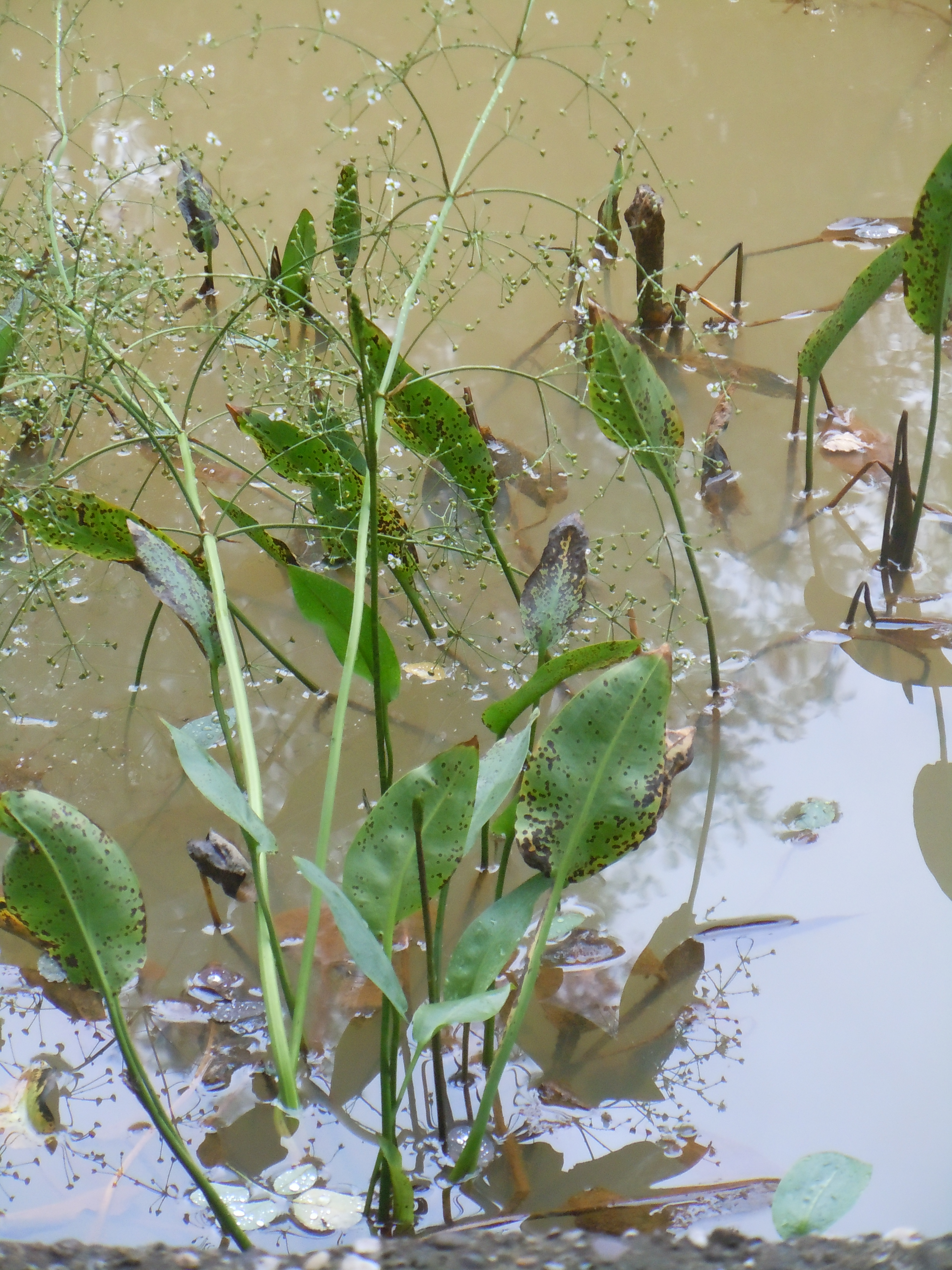
Gewöhnlicher Froschlöffel im Wasser

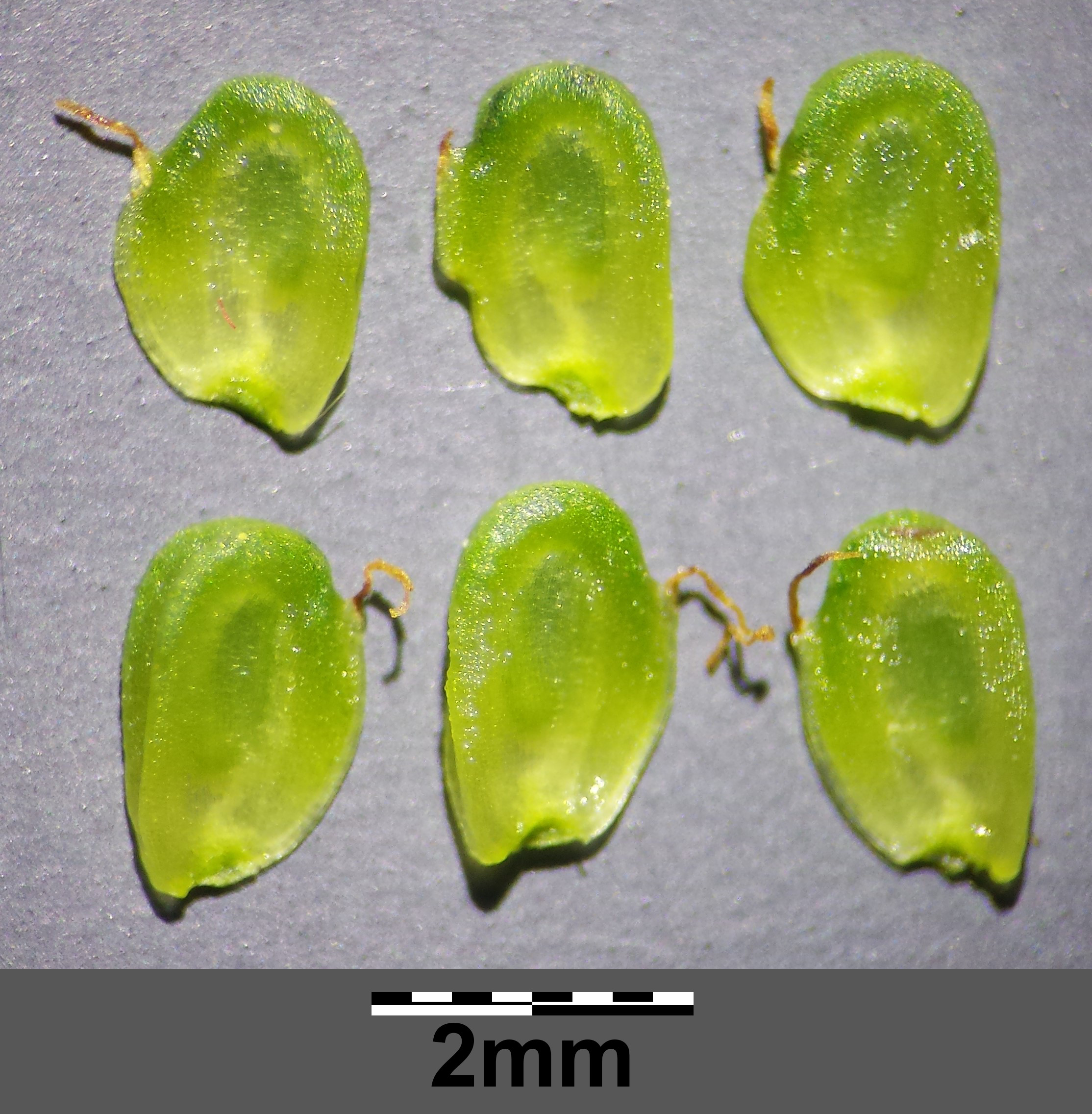
Nüsschen

Der auf einem unbeblätterten Blütenstandsschaft stehende, aufrechte, pyramidenförmige, stockwerkartige, ausladende Gesamtblütenstand ist aus rispigen Teilblütenständen zusammengesetzt, entwickelt sich ab Juni und kommt in den Sommermonaten zur vollen Entfaltung. Die Blütenstiele weisen eine Länge von 1 bis 3,5 Zentimeter auf.
Die relativ kleine Blüten sind zwittrig und dreizählig mit doppelter Blütenhülle. Die drei grünen Kelchblätter weisen eine Länge von 1,7 bis 3,2 Millimeter auf. Die drei weißlichen bis purpur-rosafarbenen, gerundeten Kronblätter weisen eine Länge von 3,4 bis 6,4 Millimeter auf und besitzen unregelmäßige Ränder. Die sechs Staubblätter stehen in einem Kreis. Die ellipsoiden Staubbeutel weisen eine Länge von 0,7 bis 1,4 Millimeter auf. Es sind zahlreiche freie, regelmäßig angeordnete Fruchtblätter vorhanden. Die Fruchtknoten sind kürzer als die Griffel. Die 0,6 bis 1,5 Millimeter langen, mehr oder weniger aufrechten Griffel sind nur im vordersten Fünftel mit kleinen Papillen besetzt. Die Blüten öffnen erst etwa ab Mittag (im Gegensatz zu Alisma lanceolatum, der schon am Morgen offene Blüten aufweist).
Die mit einer Länge von 1,7 bis 3,1 Millimeter eiförmigen Achänen besitzen auf dem Rücken meist eine, selten zwei Rillen und einen mehr oder weniger aufrechten Schnabel.
Die Chromosomenzahl beträgt 2n = 14.

## Ökologie
Der Gewöhnliche Froschlöffel ist eine Sumpfpflanze oder eine wurzelnde Wasserpflanze, er lebt also amphibisch. Bei ihm liegt Heterophyllie vor: Die untersten Blätter sind schmal und unter Wasser lang flutend, die oberen Blätter sind breit lanzettlich. Er besitzt ein knollenförmiges Rhizom, das als Speicherorgan dient.
Die Blüten sind homogame „Pollen-Scheibenblumen“. Die Staubblätter sind mit einem basalen Nektargewebe ausgestattet. Bestäuber sind besonders Schwebfliegen, deren Larven im Wasser leben. Blütezeit ist von Juli bis August.
Die Früchte sind Spaltfrüchte, die in zahlreiche unbenetzbare Teilfrüchte mit Schwimmgewebe zerfallen; diese unterliegen der Schwimmausbreitung und können über 15 Monate schwimmen, auch eine Wasserhaftausbreitung durch Wasservögel findet statt. Die Früchte sind Kältekeimer. Fruchtreife ist von Juli bis Oktober.
Die Raupen der polyphagen Röhricht-Goldeule (Plusia festucae LINNAEUS, 1758), einem Eulenfalter (Noctuidae), fressen auch am Gewöhnlichen Froschlöffel.

## Giftigkeit
Die ganze Pflanze enthält einen Haut irritierenden und Blasen ziehenden Milchsaft, die Wurzel außerdem einen Bitterstoff und ein scharfes ätherisches Öl. Sie riecht frisch wie Veilchenwurzel, ist jedoch giftig. Für das Weidevieh ist die Pflanze tödlich giftig; Ziegen jedoch vertragen die frische Pflanze ausgezeichnet. Beim Trocknen werden die giftigen Stoffe abgebaut.

## Vorkommen
Der Gewöhnliche Froschlöffel ist mit zwei bis vier Unterarten nahezu weltweit verbreitet (Europa, Nordwestafrika (Marokko), Asien, Nordamerika, Südamerika (Chile), Australien/Neuseeland). Er kommt in subtropischen bis borealen Klimazonen vor.
In Mitteleuropa findet man ihn häufig am Ufer von Weihern, Teichen, Tümpeln und Gräben. Er bevorzugt seichtes Wasser in sonniger Lage und nährstoffreiche Schlammböden. Auch innerhalb von Röhricht und Großseggenried kommt Froschlöffel vor. Hauptvorkommen sind nährstoffreiche Gewässer und Nebenvorkommen sind nährstoffarme Gewässer. Der Gewöhnliche Froschlöffel ist Kennart der Pflanzengesellschaft (Klasse) Phragmitetea Tx. et Prsg 1942.
In den Allgäuer Alpen steigt er am Vilsalpsee in Tirol bis zu 1160 m Meereshöhe auf.

## Nutzung
Der „Wurzelstock“ und die Blätter schmecken scharf und sind frisch giftig. In Russland wurde diese Art gegen Tollwut eingesetzt. In Schwaben tränkte man Leinentücher mit dem Pflanzensaft und band sie auf die Stirn, um Kopfschmerzen zu behandeln. In der Naturheilkunde dienten Wurzeln und Blätter (Herba et radix Alismatis) als Abführmittel.

## Geschichte

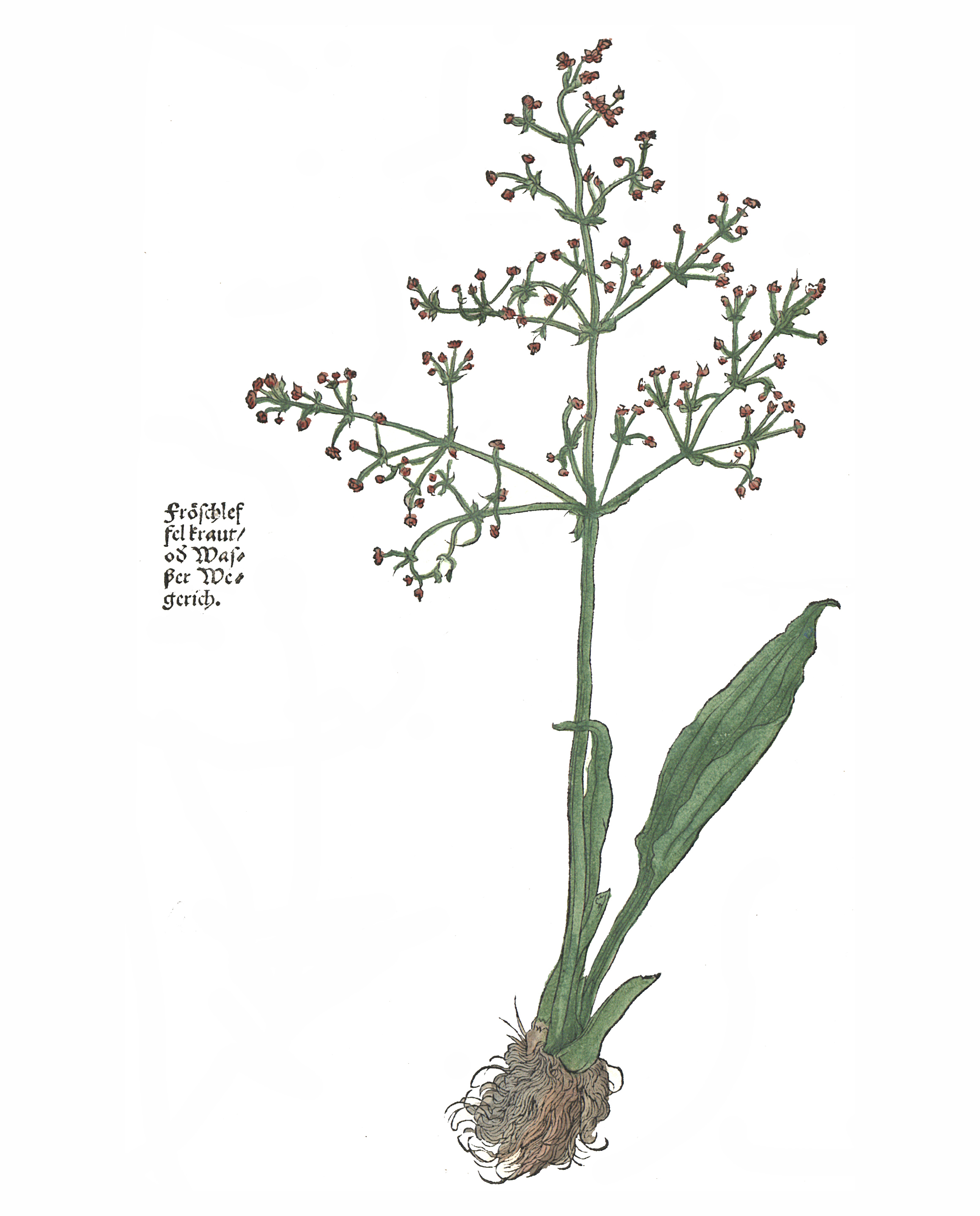
«Fröschleffel» – Alisma plantago-aquatica. Otto Brunfels 1532

Als alisma, alcima, damasonion und lyron bezeichneten Dioskurides und Plinius eine Pflanze, deren Blätter denen des Wegerichs ähneln und die an wasserreichen Stellen wächst. Die Wurzeln dieser im Mittelalter auch lateinisch Barba silvana und deutsch „Wasserwegerich“ genannten Pflanze, sollten gegen das Gift von Fröschen, Kröten, Opium und Meer-Hasen („lepus marinus“) hilfreich sein. Außerdem wurden sie zur Behandlung von Darm- und Menstruationsbeschwerden empfohlen. Das Kraut sollte als Pflaster gegen Schwellungen aufgelegt werden. Galen beurteilte das «alisma» als „vertreibend“ („abstersoriam“), da er seine Abkochung als wirksam zur Vertreibung von Nierensteinen befunden hatte.
Die nordeuropäischen Kräuterbücher des 15. und 16. Jahrhunderts beschrieben den auch als arnoglossa maior und Fistula pastoris („Hirtenpfeife“) genannten Gewöhnlichen Froschlöffel in ihren Kapiteln über Wegeriche. Sie empfahlen nur die äußerliche Anwendung des Krautes.

„Allerley hitz zů leſchen / vnd geſchwulst nider zůlegen / würt fröſch löffel kraut oder waſſer Wegerich / für andere kreütter gelobt / vnd herfür gezogen.“

## Systematik
Die Erstveröffentlichung dieser Art erfolgte 1753 durch Carl von Linné unter dem Namen „Plantago“ (mit einem Dreieck dahinter) in Species Plantarum, 1, S. 342.
Nach dem Code der Nomenklatur (ICN, Artikel 23) sind diese Symbole auszuschreiben. Und so steht das Dreieck für „aquatica“. Synonyme für Alisma plantago-aquatica L. sind: Alisma subcordatum Raf. und Alisma triviale Pursh.
Gültige Unterarten von Alisma plantago-aquatica sind:
- Alisma plantago-aquatica subsp. orientale (Sam.) Sam. (Syn.: Alisma orientale (Sam.) Juz., Alisma plantago-aquatica var. orientale Sam.): Sie kommt vom Himalaja bis in die gemäßigten Zonen Asiens vor.[25]
- Alisma plantago-aquatica subsp. plantago-aquatica: Sie kommt von Europa bis Korea und von Nordafrika bis Tansania vor.[25]